# پل سینیبالدی
پل سینیبالدی (فرانسوی: Paul Sinibaldi‎; ۳ دسامبر ۱۹۲۱ – ۲ آوریل ۲۰۱۸) بازیکن فوتبال اهل فرانسه بود.
از باشگاه‌هایی که در آن بازی کرده‌است می‌توان به باشگاه فوتبال تولوز، باشگاه فوتبال استاد رنس، و باشگاه فوتبال نیم المپیک اشاره کرد.
وی همچنین در تیم ملی فوتبال فرانسه بازی کرده‌است.